# Uyui
Uyui es un valiato de Tanzania perteneciente a la región de Tabora.
En 2012, el valiato tenía una población de 396 623 habitantes. Su centro administrativo es la capital regional Tabora, que no pertenece al valiato y forma por sí sola una entidad equiparada a un valiato.
El valiato comprende un conjunto de localidades rurales en las periferias noroccidental, occidental y oriental de la capital regional Tabora. Su territorio limita con las regiones de Shinyanga y Singida.

## Subdivisiones
Se divide en las siguientes 24 katas:
- Bukumbi
- Goweko
- Ibelamilundi
- Ibiri
- Igalula
- Ikongolo
- Ilolanguru
- Isikizya
- Kigwa
- Kizengi
- Loya
- Lutende
- Mabama
- Magiri
- Miswaki
- Miyenze
- Ndono
- Nsimbo
- Nsololo
- Shitage
- Tura
- Ufulumwa
- Upuge
- Usagari